# Papiro 80
O Papiro 80 ({\displaystyle {\mathfrak {P}}}80) é um antigo papiro do Novo Testamento que contém fragmentos do capítulo três do Evangelho de João (3:34).